# Warzazát (řeka)
Warzazát je řeka na jihu Maroka, jedna ze zdrojnic řeky Draa. Plocha jejího povodí měří 4630 km².

## Průběh toku
Ouarzazate vzniká soutokem říček Iriri, Imini a Melláh, které sbírají své vody na jižních úbočích Vysokého Atlasu. Řeka proudí převážně východním směrem, na dolním toku protéká stejnojmenným městem. Vlévá se spolu s řekami Dades a Ait Douchene do přehradní nádrže El Mansour Eddahbi.

### Větší přítoky
Před vybudováním výše zmíněné nádrže ústila do Warzazátu zprava řeka Ait Douchene.

## Vodní režim
Průměrný průtok nedaleko ústí ve stanici Aman N'Tini činí zhruba 4 m³/s. Průtok řeky je značně rozkolísaný. Nejvíce vody má v jarních měsících především v březnu, kdy taje sníh na horách. Nejméně vody má pak v letních měsících především v červenci.